# 風少女
『風少女』（かぜしょうじょ）は、1988年4月13日から同年6月29日まで日本テレビ系列の『水曜ドラマ』枠で放送されたテレビドラマ。全12話。
5人家族の長女・麻生千秋が、親の浮気による家庭崩壊を止めようと奮闘する姿を描く。

## キャスト
- 麻生千秋：後藤久美子
- 麻生隆（千秋の父）：津川雅彦　- 建築設計事務所専務
- 麻生葉子（千秋の母）：香山美子
- 麻生和也（長男、千秋の兄）：野村宏伸
- 麻生浩二（次男、千秋の兄）：三上祐一
- 杉浦不二子（隆の愛人）：洞口依子
- 村木研介（葉子の愛人）：村田雄浩
- 有紀（浩二の恋人）：可愛かずみ
- 坂口義一（隆の友人）：梅宮辰夫
- 薫（葉子の友人）：水野久美
- 時田成美
- 中野英雄
- 児島未知瑠（後の児島未散）
- 順一：山田辰夫
- 守（順一の子）：寺沢和也
- 坂本あきら、他

## スタッフ
- 企画：古賀誠一
- 制作：中島忠史
- プロデューサー：平林邦介
- 脚本：今井詔二、内館牧子
- 演出：水田伸生、細野英延
- タイトル画 : おおた慶文

## 音楽
- 主題歌『Believe』 歌：岡村孝子
- 音楽：馬飼野康二

## 放送日程
| 話数 | 放送日        | サブタイトル           | 脚本     | 演出     |
| ---- | ------------- | ---------------------- | -------- | -------- |
| 1    | 1988年4月13日 | （サブタイトル無し）   | 今井詔二 | 水田伸生 |
| 2    | 4月20日       | （サブタイトル無し）   | 今井詔二 | 細野英延 |
| 3    | 4月27日       | （サブタイトル無し）   | 今井詔二 | 水田伸生 |
| 4    | 5月4日        | 兄があの女を好きに？   | 今井詔二 | 細野英延 |
| 5    | 5月11日       | 大人が分らない         | 今井詔二 | 水田伸生 |
| 6    | 5月18日       | ママは帰ってこない     | 今井詔二 | 細野英延 |
| 7    | 5月25日       | どうしたらいいの？     | 今井詔二 | 水田伸生 |
| 8    | 6月1日        | たった一人の夜         | 内館牧子 | 細野英延 |
| 9    | 6月8日        | ひとり暮らし           | 今井詔二 | 水田伸生 |
| 10   | 6月15日       | 渡された離婚届         | 今井詔二 | 細野英延 |
| 11   | 6月22日       | 家族-最後の晩餐        | 今井詔二 | 水田伸生 |
| 12   | 6月29日       | 私の結婚相手はこんな人 | 今井詔二 | 細野英延 |